# Степановський археологічний комплекс
Степановський археологічний комплекс — археологічні пам'ятки у складі 4-ьох курганів, селища й могильника давньої мокши, 3-ьох селищ булгарского типу, що розташовано у селі Степанівка Бессоновського району Пензенської області. Село Степанівка розташоване у Горішньому Посур'ї, у 30 км на схід від Пензи й у 20 км на захід від Городища, — місця розтащування Буртаса — столиці Буртаського князівства.

## Селище Степанівське-1
Відкрито у 1962 році М. Р. Полєсських.
Було виявлено за 1-1,5 км на схід від Степанівки два кургани й селище поміж ними. З ріллі зібрані фрагменти гончарного посуду червоно-коричневих кольорів, що співвідносяться з культурних традицій з археологічних пам'яток булгарского типу в Пензенській області.
Пам'ятки датуються початком 10-13 сторіччями, до-монголо-татарської доби.
У 1996 році О. В. Растороповим відкриті інші 2 кургани на східній околиці лісового урочища «Вільний» в 1,5 км на південний схід від села.

## Селище Степанівське-3
Виявлене у 1975 році за 2 км на південь від Степанівки селище булгарського типу Степанівське-3. Пам'ятка датуються початком 10-13 сторіччями, до-монголо-татарської доби.

## Лошаковське селище
Лошаковське селище відкрите О. В. Растороповим за 0,5 км на південь від Степанівки біля Лошаковського яру. Відноситься до селищ булгарського типу.

## Селище Степанівське-2
У 1970 М. Р. Полєсських за 2 км на південний схід від Степанівки виявив селище Степанівське-2.
На ріллі були зібрані фрагменти ліпного посуду, що були віднесені дослідником до мордовської кераміки. Датується селище серединою 1-го тисячоріччя по Р. Х..

## Степановський ґрунтовий могильник
Степановський ґрунтовий могильник розташований на західній околиці Степанівки. У 1970, 1972 та 1973 роках М. Р. Полєсських виявив тут 10 поховань. Він датував поховання серединою 1-го тисячоріччя по Р. Х., що були залишені мордвою.